# Panzerbär
A Der Panzerbär (magyarul kb. páncélos medve) egy mindössze négy kiadást megért berlini lap volt 1945 áprilisában. A nemzetiszocialista párt kiadója által megjelentetett újság a város védőit volt hivatott lelkesíteni a második világháború utolsó nagy városi csatája során.
A második világháború utolsó napjaiban a szovjet Vörös Hadsereg ostromzár alá vette a Harmadik Birodalom fővárosát. A Berlinben összevont nagyszámú, ám rosszul felszerelt és a korábbi csatákban kifáradt csapatok nagy része motiválatlan volt, a háború folytatásába vetett hitét már elvesztette. A berlini csata történelmi jelentőségét mindinkább kihangsúlyozni kívánó német propaganda-minisztérium fokozni szerette volna a katonák harci kedvét, ezért az ostrom időtartamára külön kiadványt indított útjára Der Panzerbär címmel.
Az újság mindössze négy oldalból állt, az első kiadás 1945. április 23-án, az utolsó április 29-én jelent meg. Címlapján a Der Panzerbär felirat mellett a város kapuit őrző stilizált jelképállat, egy fekete medve volt látható, amely egy gyalogsági ásót és egy páncélöklöt tartott kezeiben. A cím alatt „Harci lap Nagy-Berlin védőinek” felirat, fölötte az „olvasd és add tovább” felszólítás szerepelt. A lap kizárólag a háború menetével és eseményeivel kapcsolatos információkat, illetve lelkesítő tartalmú cikkeket közölt.
A híradások között számos propagandacélból eltúlzott jelentőségű, vagy téves információ szerepelt. Az első számban több cikkben is a nyugati hatalmak és a szovjetek közötti remélt szakításra utaló hírek szerepeltek. Szintén az első számban jelent meg a későbbiekben teljesen tévesnek bizonyult híresztelés az angolszász hatalmak Németországot pusztasággá változtató terveiről, illetve az olaszországi deportálásokról. A Panzerbär április 25-i számának címlapján a keleti fronton folytatott sikeres német védekezésről olvashattak a városban rekedt katonák, ugyanakkor az újság nem hallgatta el a nyugati front összeomlását. Az április 29-i szám címlapját szintén a német katonai összeomlás hírei dominálják, ugyanakkor kiemelik az amerikai csapatok Elbánál történt megállítását és 15 szovjet T-34-es harckocsi megsemmisítését.
A Panzerbär példányai a berlini csata keresett és megbecsült relikviái közé tartoznak. A lapszámok rendszeresen kerülnek fel a gyűjtők által látogatott honlapokra. Az újság szerzői jogai az NSDAP és kiadóvállalatának 1945. október 29-i betiltása után Bajorország tartományra szálltak. A Szászországban működő szélsőjobboldali csoportok 2000 után többször is azonos címmel jelentették meg saját kiadványukat.